# Sissi a Ischia
Sissi a Ischia (Scampolo), è un film del 1958 del regista tedesco Alfred Weidenmann con Romy Schneider nella parte della protagonista, una giovane ragazza ischitana. Il film però non fa parte della trilogia dei film sulla vita di Sissi (Sisi), Imperatrice d'Austria, il nome della protagonista nella versione originale in tedesco è appunto Scampolo. È un remake di Scampolo, a Child of the Street del 1932.

## Trama
Sull'isola d'Ischia, la diciassettenne orfana Scampolo lavora come guida turistica e per una donna di nome Marietta. Incontra un giovane architetto senza soldi chiamato Roberto Costa. Anche se Marietta la avverte sull'atteggiamento degli uomini, un amore inizia a germogliare tra Scampolo e lui.
Costa può rimanere a galla solo grazie al sostegno del suo ricco amico, il fotografo Andreas Michaelis. Spera di vincere un premio in un prossimo concorso di architettura. Scampolo, che all'inizio non sa nulla di Andreas, presta a Costa un po' di soldi per poter pagare il bucato. Si avvicinano cautamente l'un l'altro, e Costa introduce l'inesperta Scampolo alle persone di classe superiore. A una festa, balla con il ministro degli Alloggi e parla con ingenuità contro la menzogna in politica.
Quando si scopre che i disegni di Costa per il concorso non sono arrivati a causa di un incidente dell'ufficio postale, Scampolo li porta personalmente dal ministro. Alla fine Costa e Scampolo iniziano una relazione.